# Nirmal Singh Khalsa
Bhai Nirmal Singh Khalsa (Jandwala Bhimeshah, Punyab; 12 de abril de 1952-Amritsar, Punyab; 2 de abril de 2020) fue un sacerdote y músico indio del Templo Dorado en Punyab, India. 

## Biografía
Nacido en el distrito de Ferozepur (Punyab). En 1976 obtuvo el diploma en música sij del Shaheed Sikh Missionary College, en Amritsar. Al año siguiente trabajó como profesor de música en el Gurmat College, de Rishikesh y en 1978 en el Shaheed Sikh Missionary College, Sant Baba Fateh Singh, Sant Channan Singh, Budha Johar y Ganga Nagar, Rajasthan. A partir de 1979, comenzó a servir como hazoori ragi, en Sach Khand Sri Harmandir Sahib. 
También ha realizado bhajan en los cinco Takhts, Gurdwaras históricos en India y otros 71 países. Fue uno de los mejores ragis que tuvo conocimiento de los 31 Raags en Gurbani de Dhan Sri Gurú Granth Sahib Ji.

### Muerte
El 2 de abril de 2020 Bhai Nirmal Singh Khalsa murió debido a complicaciones derivadas de COVID-19 causado por el virus del SARS-CoV-2 durante la pandemia por coronavirus.

## Distinciones
Por sus servicios en el campo de las artes, el Gobierno de la India le otorgó el premio Padma Shri —el cuarto premio civil más alto de la India— en 2009. Fue el primer hazoori raagi en recibir este premio.